# Patrick Wirth
Patrick Wirth (ur. 17 września 1971 w Bezau) – austriacki narciarz alpejski. Nie startował na igrzyskach olimpijskich. Jego najlepszym wynikiem na mistrzostwach świata było 5. miejsce w supergigancie na mistrzostwach w Sierra Nevada w 1996 r. Najlepsze wyniki w Pucharze Świata osiągnął w sezonie 1995/1996, kiedy to zajął 44. miejsce w klasyfikacji generalnej.
Jego siostra Katja również uprawiała narciarstwo alpejskie.

## Sukcesy

### Puchar Świata

#### Miejsca w klasyfikacji generalnej
- 1991/1992 – 123.
- 1993/1994 – 137.
- 1994/1995 – 65.
- 1995/1996 – 44.
- 1996/1997 – 90.
- 1997/1998 – 127.
- 1998/1999 – 80.
- 1999/2000 – 84.
- 2000/2001 – 59.

#### Miejsca na podium
1. Garmisch-Partenkirchen – 5 lutego 1996 (supergigant) – 3. miejsce